# 勒登湖
47°41′38″N 12°35′41″E / 47.69389°N 12.59472°E
勒登湖（德語：Lödensee），是德國的湖泊，位於該國東南部，由巴伐利亞州負責管轄，處於魯波爾丁，長0.7公里、寬0.4公里，面積0.1平方公里，海拔高度751米，最大水深6.6米，湖岸線長度2.1公里。